# Teucholabis (Teucholabis) ludicra
Teucholabis (Teucholabis) ludicra is een tweevleugelige uit de familie steltmuggen (Limoniidae). De soort komt voor in het Neotropisch gebied.